# Wereldkampioenschap superbike van Donington 1995
Het wereldkampioenschap superbike van Donington 1995 was de derde ronde van het wereldkampioenschap superbike 1995. De races werden verreden op 28 mei 1995 op Donington Park in North West Leicestershire, Verenigd Koninkrijk.

## Race 1
| Pos | Nr | Rijder               | Constructeur | Rondes | Tijd         | Grid | Punten |
| --- | -- | -------------------- | ------------ | ------ | ------------ | ---- | ------ |
| 1   | 1  | Carl Fogarty         | Ducati       | 26     | 41:40.530    | 1    | 25     |
| 2   | 11 | Troy Corser          | Ducati       | 26     | +1.000       | 2    | 20     |
| 3   | 69 | James Whitham        | Ducati       | 26     | +12.580      | 9    | 16     |
| 4   | 3  | Aaron Slight         | Honda        | 26     | +13.480      | 6    | 13     |
| 5   | 8  | Piergiorgio Bontempi | Kawasaki     | 26     | +13.660      | 7    | 11     |
| 6   | 2  | Scott Russell        | Kawasaki     | 26     | +26.680      | 5    | 10     |
| 7   | 33 | John Reynolds        | Kawasaki     | 26     | +28.170      | 3    | 9      |
| 8   | 5  | Simon Crafar         | Honda        | 26     | +31.350      | 10   | 8      |
| 9   | 12 | Mauro Lucchiari      | Ducati       | 26     | +36.380      | 13   | 7      |
| 10  | 17 | Anthony Gobert       | Kawasaki     | 26     | +38.700      | 16   | 6      |
| 11  | 9  | Fabrizio Pirovano    | Ducati       | 26     | +39.310      | 8    | 5      |
| 12  | 19 | Adrien Morillas      | Ducati       | 26     | +39.580      | 18   | 4      |
| 13  | 20 | Jochen Schmid        | Kawasaki     | 26     | +39.870      | 12   | 3      |
| 14  | 25 | Yasutomo Nagai       | Yamaha       | 26     | +42.780      | 15   | 2      |
| 15  | 13 | Paolo Casoli         | Yamaha       | 26     | +45.610      | 11   | 1      |
| 16  | 55 | Matt Llewellyn       | Ducati       | 26     | +46.700      | 19   |        |
| 17  | 28 | Gianmaria Liverani   | Ducati       | 26     | +46.910      | 21   |        |
| 18  | 45 | Colin Edwards        | Yamaha       | 26     | +1:02.820    | 14   |        |
| 19  | 43 | David Jefferies      | Kawasaki     | 26     | +1:17.070    | 27   |        |
| 20  | 21 | Massimo Meregalli    | Yamaha       | 26     | +1:18.880    | 22   |        |
| 21  | 16 | Brian Morrison       | Honda        | 25     | +1 ronde     | 28   |        |
| 22  | 14 | Stéphane Mertens     | Honda        | 25     | +1 ronde     | 32   |        |
| NC  | 54 | Niall Mackenzie      | Ducati       | 8      | +18 ronden   | 24   |        |
| DNF | 61 | Aldeo Presciutti     | Ducati       | 14     | Uitgevallen  | 30   |        |
| DNF | 4  | Andreas Meklau       | Ducati       | 13     | Uitgevallen  | 17   |        |
| DNF | 27 | Pierfrancesco Chili  | Ducati       | 12     | Uitgevallen  | 4    |        |
| DNF | 58 | Steve Hislop         | Ducati       | 11     | Uitgevallen  | 20   |        |
| DNF | 66 | Jean-Yves Mounier    | Ducati       | 11     | Uitgevallen  | 25   |        |
| DNF | 57 | Ray Stringer         | Ducati       | 11     | Uitgevallen  | 23   |        |
| DNF | 63 | Alex Buckingham      | Yamaha       | 4      | Uitgevallen  | 31   |        |
| DNF | 29 | Nick Hopkins         | Ducati       | 1      | Uitgevallen  | 26   |        |
| DNF | 38 | Andrea Perselli      | Ducati       | 0      | Uitgevallen  | 29   |        |
| DNS | 26 | Roberto Panichi      | Honda        | 0      | Niet gestart | 33   |        |

## Race 2
| Pos | Nr | Rijder               | Constructeur | Rondes | Tijd         | Grid | Punten |
| --- | -- | -------------------- | ------------ | ------ | ------------ | ---- | ------ |
| 1   | 1  | Carl Fogarty         | Ducati       | 26     | 41:47.900    | 1    | 25     |
| 2   | 27 | Pierfrancesco Chili  | Ducati       | 26     | +10.800      | 4    | 20     |
| 3   | 3  | Aaron Slight         | Honda        | 26     | +11.600      | 6    | 16     |
| 4   | 8  | Piergiorgio Bontempi | Kawasaki     | 26     | +11.920      | 7    | 13     |
| 5   | 9  | Fabrizio Pirovano    | Ducati       | 26     | +14.290      | 8    | 11     |
| 6   | 5  | Simon Crafar         | Honda        | 26     | +16.020      | 10   | 10     |
| 7   | 25 | Yasutomo Nagai       | Yamaha       | 26     | +18.830      | 15   | 9      |
| 8   | 69 | James Whitham        | Ducati       | 26     | +22.480      | 9    | 8      |
| 9   | 19 | Adrien Morillas      | Ducati       | 26     | +23.830      | 18   | 7      |
| 10  | 12 | Mauro Lucchiari      | Ducati       | 26     | +23.980      | 13   | 6      |
| 11  | 33 | John Reynolds        | Kawasaki     | 26     | +27.990      | 3    | 5      |
| 12  | 45 | Colin Edwards        | Yamaha       | 26     | +31.390      | 14   | 4      |
| 13  | 13 | Paolo Casoli         | Yamaha       | 26     | +32.900      | 11   | 3      |
| 14  | 4  | Andreas Meklau       | Ducati       | 26     | +36.590      | 17   | 2      |
| 15  | 55 | Matt Llewellyn       | Ducati       | 26     | +39.180      | 19   | 1      |
| 16  | 28 | Gianmaria Liverani   | Ducati       | 26     | +39.460      | 21   |        |
| 17  | 20 | Jochen Schmid        | Kawasaki     | 26     | +43.490      | 12   |        |
| 18  | 54 | Niall Mackenzie      | Ducati       | 26     | +51.620      | 24   |        |
| 19  | 43 | David Jefferies      | Kawasaki     | 26     | +1:02.420    | 27   |        |
| 20  | 29 | Nick Hopkins         | Ducati       | 26     | +1:02.740    | 26   |        |
| 21  | 14 | Stéphane Mertens     | Honda        | 26     | +1:17.830    | 32   |        |
| 22  | 16 | Brian Morrison       | Honda        | 26     | +1:27.210    | 28   |        |
| 23  | 66 | Jean-Yves Mounier    | Ducati       | 26     | +1:43.150    | 25   |        |
| 24  | 38 | Andrea Perselli      | Ducati       | 25     | +1 ronde     | 29   |        |
| DNF | 11 | Troy Corser          | Ducati       | 23     | Uitgevallen  | 2    |        |
| DNF | 63 | Alex Buckingham      | Yamaha       | 21     | Uitgevallen  | 31   |        |
| DNF | 61 | Aldeo Presciutti     | Ducati       | 13     | Uitgevallen  | 30   |        |
| DNF | 21 | Massimo Meregalli    | Yamaha       | 9      | Uitgevallen  | 22   |        |
| DNF | 58 | Steve Hislop         | Ducati       | 6      | Uitgevallen  | 20   |        |
| DNF | 17 | Anthony Gobert       | Kawasaki     | 6      | Uitgevallen  | 16   |        |
| DNF | 2  | Scott Russell        | Kawasaki     | 0      | Uitgevallen  | 5    |        |
| DNS | 57 | Ray Stringer         | Ducati       | 0      | Niet gestart | 23   |        |
| DNS | 26 | Roberto Panichi      | Honda        | 0      | Niet gestart | 33   |        |

## Tussenstanden na wedstrijd
| Pos | Nr | Rijder            | Team   | Punten |
| --- | -- | ----------------- | ------ | ------ |
| 1   | 1  | Carl Fogarty      | Ducati | 140    |
| 2   | 12 | Mauro Lucchiari   | Ducati | 72     |
| 3   | 11 | Troy Corser       | Ducati | 66     |
| 4   | 9  | Fabrizio Pirovano | Ducati | 60     |
| 5   | 3  | Aaron Slight      | Honda  | 58     |

1988 · 1989 · 1990 · 1991 · 1992 · 1993 · 1994 (I) · 1994 (II) · 1995 · 1996 · 1997 · 1998 · 1999 · 2000 · 2001 · 2007 · 2008 · 2009 · 2011 · 2012 · 2013 · 2014 · 2015 · 2016 · 2017 · 2018 · 2019 · 2021 · 2022 · 2023 · 2024 · 2025